# Олександр Ходкевич

Герб Ходкевичів.

Олександр Ходкевич (пом. 1626) — син литовського вельможі руського походження Яна Геронімовича Ходкевича й польської шляхтянки Кристини Зборовської. Староста троцький. 
Олександр мав старшого брата Яна-Кароля, разом з яким ріс і в 1586 році поступив до Інгольштадтської єзуїтської академії, де старанно студіював філософію та право. У травні 1588 захистив й опублікував дисертацію De communibus naturalium rerum principiis, 21 вересня 1589 дістав атестат. Пізніше продовжив навчання в Падуанському університеті, але через кілька місяців воно було призупинене. Ходкевич подався до Венеції, звідки в першій половині 1590 вернувся на батьківщину.  
18 травня 1592 з братом поділив спадок, діставши резиденцію в Миші й Шкловське графство. 1599-го брав участь в сутичках Ходкевичів з Радзивіллами, 1600 — у волоській війні, 1601 — в Інфлянти з братом.  
Стосунки з братом зіпсулись через зближення з його найзатятішим ворогом — князем Янушем Радзивіллом, гостро виступав проти братових симпатій до єзуїтів, «вразив» одруженням з міщанкою-шляхтичкою Катериною Корнякт 1609 року. Конфлікту сприяли його амбіції, старший вік, вражаюча кар'єра Яна Кароля, майнові суперечки; суперечку допоміг залагодити Єронім Ходкевич. Після смерті Яна Кароля організовував похорони, опікував вдову. В 1624—1625 відновив діяльність, на оршанських сеймиках захищав від нападок королівського двору гетьмана Х. Радзивілла.

## Сім'я
Єдиний син помер рано, донька Анна Єфросина внесла як віно Шклов, Миш чоловіку Прокопу Сенявському.